# Се-ци
Се-ци (邪氣 xiéqì), в традиционной китайской медицине — вредоносный вид энергии ци. Понятие "се-ци" одно из наиболее спорных в теории традиционной китайской медицины, так как нет однозначного понимания этого термина.
Одни специалисты утверждают, что "се-ци" — это неблагоприятные климатические факторы.
Другие специалисты понятие "се-ци" объясняют реакцией человека на неблагоприятное воздействие. То есть по их мнению это понятие патофизиологическое и описывает качественно тип реакции. При этом неважно, что вызвало эту реакцию.
Согласно китайским метафизическим представлениям, в организме человека взаимодействуют «здоровая энергия ци» («правильная» или «истинная» ци, чжэн-ци, zhengqi) и вредоносная се-ци. Се-ци постоянно присутствует в природе и всегда окружает человека, однако считается, что в нормальном состоянии у человека чжэн-ци «сильнее», чем се-ци. В случаях, когда чжэн-ци «слабеет» и се-ци становится «сильнее», считается, что это приводит к нарушению баланса и развитию болезней. В традиционной китайской медицине прибегают к «укреплению» чжэн-ци в случаях, когда предполагается, что болезнь вызвана её недостатком или слабостью. Если предполагается, что болезнь вызвана избытком се-ци, прибегают к её «устранению» из тела человека.
Се-ци имеет разновидности:
- Жар
- Холод
- Влажность
- Ветер
- Сухость

Болезни возникают от поражения организма с ослабленными защитными силами одной из пяти вредоносных се-ци. Во втором по значению китайского медицинском трактате «Наньцзин» перечисляются болезни, вызванные вредоносной се-ци:
- Рана Зноя (шан-жэ)
- Еда и Питье, вызывающие усталость и при истощении (инь-ши-дун-шан)
- Вхождение Влажности (чжун-ши)
- Раны Холода (шан-хань) — лихорадочные заболевания, вызванные внедрением внешних биоклиматических сил се.
  - Вхождение Ветра (чжун-фэн)
  - Рана внешнего Холода (шан-хань)
  - Поражение влажностью по типу дизентерии (ши-вэнь)
  - Горячка по типу воспаления легких (жэ-бин)
  - Эпидемическое заболевание влажности (вэнь-бин).

Се-ци видоизменяется после долгого пребывания в теле. В трактате «Чжэн Цзю Да Чэн» говорится, что «синдром полноты» характерен для поражения внутренней вредоносной энергией се, а «синдром пустоты» характерен для поражения внешней вредоносной энергией се.